# Knut Müller (Skispringer)
Knut Müller (* 21. März 1974) ist ein ehemaliger norwegischer Skispringer.

## Werdegang
Müller gab am 12. Januar 1991 sein Debüt im Skisprung-Weltcup. In Oberhof erreichte er den 49. Platz. Zum Abschluss der Saison 1990/91 sprang er noch einmal in Trondheim und Oslo, verpasste aber erneut den Sprung in die Punkteränge. Kurze Zeit später gewann er als Mitglied des Team Akershus bei den Norwegischen Meisterschaften 1991 in Rognan die Silbermedaille. Das Jahr 1992 begann er mit einem 23. Platz beim Weltcup-Springen in Predazzo. In den folgenden Springen konnte er nur hintere Plätze erreichen. Bei den Juniorenweltmeisterschaften 1992 in Vuokatti gewann er gemeinsam mit Lasse Ottesen, Bengt Heiestad und Jørgen Halvorsen im Teamwettkampf die Silbermedaille. In den Weltcup-Springen nach den Juniorenweltmeisterschaften verpasste er die Punkteränge erneut deutlich. Bei den Norwegischen Meisterschaften 1993 in Lillehammer gewann er gemeinsam mit Espen Bredesen, Øyvind Berg und Lasse Ottesen den Titel im Teamspringen. Im Weltcup konnte er zu keiner Zeit erfolgreich Punkte gewinnen. Ab 1994 begann er parallel im Skisprung-Continental-Cup anzutreten, wo er in seiner ersten Saison 1994/95 mit 436 Punkten den 13. Platz erreichte. Beim Saison-Abschlussspringen im Weltcup in Sapporo erreichte er mit dem 32. Platz eine knappe Platzierung außerhalb der Punkte, da zur Saison 1994/95 die FIS-Regelungen für Weltcup-Punkte auf alle Platzierungen innerhalb der Top 30 statt Top 15 geändert wurden. Es war sein letztes Weltcup-Springen. Nach der Saison beendete er seine aktive Karriere.